# Принцип Мопертюї
Принцип Мопертюї — в класичній механіці інтегральне рівняння, що визначає шлях, яким рухається фізична система, без уточнення параметризації часу. Це є частковий випадок узагальненого принципу найменшої дії. Точніше — це є узагальнення рівняння руху для фізичної системи у вигляді інтегрального, а не диференціального рівняння, що використовує варіаційне числення. Принцип названий на честь французького фізика, астронома і геодезиста П'єра Луї Мопертюї.

## Формулювання принципу
У випадку, коли функція Гамільтона явно не залежить від часу при виконанні закону збереження енергії, для знаходження енергії {\displaystyle {\mathcal {E}}} використовують функцію Лагранжа:
{\displaystyle {\mathcal {L}}=\mathbf {p} \cdot {\dot {\mathbf {q} }}-{\mathcal {E}}},
де {\displaystyle \mathbf {q} } є узагальнена координата a {\displaystyle \mathbf {p} } є узагальнений імпульс.
Через функцію Лагранжа можна записати функціонал дії у вигляді:
{\displaystyle {\mathcal {S}}=\int _{t_{1}}^{t_{2}}{\mathcal {L}}\mathrm {d} t=\int _{t_{1}}^{t_{2}}\mathbf {p} \cdot {\dot {\mathbf {q} }}\mathrm {d} t-{\mathcal {E}}(t_{2}-t_{1})=\mathbf {S} _{0}-{\mathcal {E}}(t_{2}-t_{1})}
де {\displaystyle \mathbf {S} _{0}} означає редуковану (скорочену) дію.
Варіація функціоналу дії {\displaystyle {\mathcal {S}}} дає:
{\displaystyle \delta {\mathcal {S}}=\delta {\mathcal {S}}_{0}-{\mathcal {E}}(\delta t_{2}-\delta t_{1})}
Оскільки варіація дії при постійній енергії приводить до:
{\displaystyle \delta {\mathcal {S}}=-{\mathcal {E}}(\delta t_{2}-\delta t_{1})}
тому варіація редукованої дії буде:
{\displaystyle \delta {\mathcal {S}}_{0}=\delta \int _{k}\mathbf {p} \cdot \mathrm {d} \mathbf {q} =0},
де {\displaystyle k} є крива в фазовому просторі, що сполучає початкову та кінцеву точки руху системи. Оскільки узагальнена координата в загальному випадку є функція залежна від конкретного шляху {\displaystyle s}, тобто {\displaystyle \mathbf {q} =\mathbf {q} (s)}, тому узагальнений імпульс можна переписати як:
{\displaystyle \mathbf {p} =\mathbf {p} \left({\frac {\mathrm {d} \mathbf {q} }{\mathrm {d} t}},\mathbf {q} \right)=\mathbf {p} \left({\frac {\mathrm {d} \mathbf {q} }{\mathrm {d} s}}{\frac {\mathrm {d} s}{\mathrm {d} t}},\mathbf {q} \right)}
Тоді функція Гамільтона може бути подана у вигляді:
{\displaystyle H\left(\mathbf {q} ,{\dot {\mathbf {q} }}\right)=H\left(\mathbf {q} ,{\frac {\mathrm {d} \mathbf {q} }{\mathbf {d} s}}{\frac {\mathrm {d} s}{\mathrm {d} t}}\right)={\mathcal {E}}}
Оскільки швидкість переміщення по шляху {\displaystyle {\frac {\mathrm {d} s}{\mathrm {d} t}}} є повна похідна, тому можливе розділення диференціалів і варіаційний принцип може бути записаний у вигляді:
{\displaystyle \delta \int {\mathcal {F}}\left(\mathbf {q} ,{\frac {\mathrm {d} \mathbf {q} }{\mathrm {d} s}},{\mathcal {E}}\right)\mathrm {d} s=0}
Таким чином, траєкторія руху системи {\displaystyle \mathbf {q} (s)} залежить від повної енергії {\displaystyle {\mathcal {E}}}. Враховуючи загальний вираз для функції Лагранжа {\displaystyle {\mathcal {L}}=a_{ij}\left(q^{k}\right){\dot {q}}^{i}{\dot {q}}^{j}-V(q^{k})}, тоді підінтегральна функція приймає вигляд:
{\displaystyle {\mathcal {F}}={\sqrt {2({\mathcal {E}}-V)a_{ik}{\frac {\mathrm {d} q^{i}}{\mathrm {d} s}}{\frac {\mathrm {d} q^{k}}{\mathrm {d} s}}}}}
де {\displaystyle V} i {\displaystyle a_{ik}} залежні від {\displaystyle q^{j}}.
Доцільно привести більш наочний математичний вираз для Принципу Мопертюї у випадку однієї матеріальної частки:
{\displaystyle {\mathcal {S}}_{0}\ {\stackrel {\mathrm {def} }{=}}\ \int \mathbf {p} \cdot d\mathbf {q} =\int ds{\sqrt {2}}{\sqrt {E_{tot}-V(\mathbf {q} )}}}
оскільки кінетична енергія {\displaystyle T=E_{tot}-V(\mathbf {q} )} рівна постійній повній енергії {\displaystyle E_{tot}} мінус потенціальній енергії {\displaystyle V(\mathbf {q} )}.

## Порівняння з принципом Гамільтона
Принцип Мопертюї є частковий випадок загального принципу найменшої дії Гамільтона. На відміну від принципу Гамільтона тут використовується редукована дія і тому інтегрування здійснюється не по часу, а по узагальнених координатах. Наприклад, принцип Гамільтона визначає траєкторію {\displaystyle \mathbf {q} (t)}, як функцію часу, в той час як принцип Мопертюї визначає тільки форму траєкторії в узагальнених координатах.
Принцип Мопертюї вимагає, щоб два кінцеві стани q1 та q2 були задані при одній і тій же енергії вздовж усієї траєкторії.
Навпаки, принцип Гамільтона не вимагає збереження енергії, проте вимагає, щоб кінцеві точки часу t1 та t2 були специфіковані наряду з кінцевими просторовими точками q1 та q2.